# Menudo
Menudo — пуэрто-риканский бой-бенд, созданный в 1977 году продюсером Эдгардо Диасом. Считается самой популярной пуэрто-риканской группой всех времен, а также самой популярной латиноамериканской группой 1980-х. В Menudo начинал свою карьеру Рики Мартин.

## История
Группа была создана пуэрто-риканским продюсером Эдгардо Диасом, который после успешной работы с испанской молодёжной группой La Pandilla с 1973 по 1976 год, вернулся в свой родной Пуэрто-Рико, чтобы сформировать новую группу. Его идея заключалась в создании молодёжного квинтета, члены которого будут меняться по мере взросления, так что группа всегда будет состоять из подростков.
Первоначальный состав Menudo состоял из двух братьев Саллаберри, Фернандо и Нефти (12 и 13 лет) из Понсе, Пуэрто-Рико (Фернандо родился в Испании), и братьев Мелендесов, Карлоса (12 лет), Оскара (11 лет) и Рики (9 лет). Последние трое были двоюродными братьями продюсера Эдгардо Диаса Диаса.
В 1977 году группа выпустила свой первый альбом под названием Los fantasmas. Песня с таким же названием стала их первым хитом, и благодаря ей они смогли попасть в телешоу на Telemundo Channel 2. Затем они выпустили второй альбом под названием Laura.
Самый успешный период группы пришёлся на 1980-е годы. Золотым составом группы считается: Рикки Мелендес, Джонни Лосада, Рене Фаррайт, Мигель Канкель, Ксавье Сербиа. В 1981 году был выпущен альбом Quiero ser (с исп. — «Я хочу быть»). Этот альбом принёс Menudo международную известность. В него вошли такие популярные песни, как «Quiero ser», «Súbete A Mi Moto», «Rock En La TV», «Claridad» и «Mi Banda Toca Rock». В том же году группа участвовала в телешоу на Telemundo Puerto Rico под названием Gente Joven de Menudo. Развивая успех у публики, музыканты выпустили телевизионный фильм Leyenda de Amor (1979) и два художественных фильма Una aventura llamada Menudo и Menudo: La Película, а также снялись в теленовелле Quiero Ser и телевизионном мини-сериале Panchito y Arturo.
Группа распалась в 2009 году. В 2019 году Мелендес, Лосада, Фаррайт, Кансель и Рейес воссоединились для участия в туре Súbete a Mi Moto Tour.